# Asperula rigida
Asperula rigida ist eine auf Kreta endemische Pflanzenart der Gattung Meier (Asperula) aus der Familie der Rötegewächse (Rubiaceae).

## Merkmale
Asperula rigida ist eine sparriger, rutenförmiger Strauch, der Wuchshöhen von 7 bis 30 Zentimeter erreicht. Die Blätter sind 6 bis 10 Millimeter lang, 0,3 bis 1,2 Millimeter breit und zumindest oberwärts lineal. Sie fallen früh ab. Meist sind die Stängelglieder länger als die Blätter. Die trichterförmige Krone ist 2 bis 3,5 Millimeter groß und rosa, rötlich, weißlich oder gelblich gefärbt. Die Kronröhre ist zwei- bis zweieinhalbmal so lang wie die Kronzipfel. 
Die Blütezeit liegt im Mai und Juni.
Die Chromosomenzahl beträgt 2n = 22.

## Vorkommen
Die Art kommt nur auf Kreta vor. Sie wächst in trockener, felsiger Phrygana und in Felsspalten in Höhenlagen von 0 bis 2040 Meter.